# شونیا موری
شونیا موری (انگلیسی: Shunya Mori؛ زادهٔ ۱۰ آوریل ۱۹۹۵) بازیکن فوتبال است.